# Nastasya Filippovna
Nastasya Filíppovna Baráshkova (ruso: Наста́сья Фили́пповна Бара́шкова) es la heroína principal de la novela El idiota de 1869 de Fiódor Dostoyevski. Aunque de origen aristocrático, bella e inteligente, Nastasya Filíppovna es considerada por la sociedad como una mujer 'caída', debido a que pasó cuatro años como concubina del aristócrata Totsky, una situación que se vio obligada a ejercer desde que tenía dieciséis años. Gran parte del drama del personaje de Nastasya Filíppovna proviene de la contradicción entre su inocencia esencial, que es claramente reconocida por el personaje central de la novela, el Príncipe Myshkin, y la actitud de la sociedad que implica una corrupción moral irreparable, una visión que ella misma ha abrazado interiormente.

## Importancia del personaje para la novela
Nastasya Filíppovna ocupa una posición vital en dos dramas superpuestos en la novela, los cuales podrían describirse como triángulos amorosos. El primero involucra a los personajes del Príncipe Myshkin, Nastasya Filíppovna y Parfión Rogozhin, y el segundo involucra a Myshkin, Nastasya Filíppovna y Aglaya Epanchín.

### Nastasya Filíppovna, Myshkin y Rogozhin
En el primer triángulo, los dos protagonistas masculinos representan un llamado a una u otra de las voces contradictorias en el diálogo interior del alma de Nastasya Filíppovna. Según el filósofo Mijaíl Bajtín, "la voz de Nastasya Filíppovna se divide entre la que la declara culpable de 'mujer caída' y la que la reivindica y la acepta". Myshkin, él mismo un hombre de corazón puro, representa para ella esta segunda voz, y afirma sin reservas su inocencia incluso cuando ella está completamente inmersa en su papel destructivo como la mujer corrompida y condenada. Ella misma reconoce a Myshkin como la posible realización de su inocencia, pero convencida también de su propia corrupción, está igualmente impulsada por impulsos autodestructivos y vengativos, y se niega a asumir el papel de corruptora de niños como Totsky. Por lo tanto, elige entregarse a Rogozhin, para quien puede convertirse por completo en la mujer 'caída'. Esto no se debe a que el propio Rogozhin la condene moralmente de ninguna manera, sino a que su loca y violenta obsesión por ella resuena con su impulso autodestructivo, o la voz que la identifica como culpable.
Todo lo esencial de este drama se establece en la Parte 1 de la novela, particularmente en dos escenas cruciales. El primero es en el apartamento de los Ívolguin, donde Nastasya Filíppovna visita la casa de su potencial prometido, Ganya, el alias de Gavrila Ardaliónovich Ívolguin. Aquí conoce a Myshkin, que alquila una habitación a los Ívolguin por primera vez. Totsky ha ofrecido una gran suma de dinero por el matrimonio arreglado, pero Nastasya Filíppovna desconfía de los motivos de Ganya y es consciente de que su familia la desaprueba. Ella aumenta deliberadamente la tensión en la habitación burlándose de ellos y comportándose de manera insultante, y cuando Rogozhin llega de repente con un grupo de compadres borrachos, entre risas alienta sus intentos ebrios de comprarla lejos de Ganya. Cuando la escena llega a su clímax, con Ganya a punto de golpear a su propia hermana por escupirle en la cara, Myshkin desvía la violencia de Ganya hacia él. En el aturdimiento posterior, Nastasya Filíppovna mantiene, algo menos segura, su tono sarcástico, y Myshkin le reprocha con sentimiento: "¿No te da vergüenza? ¿Seguro que no eres lo que pretendes ser ahora? ¡No es posible!” (p 108). Esto produce un cambio, y cuando Nastasya Filíppovna se va, besa la mano de la madre de Ganya y le susurra que Myshkin tiene razón. Rogozhin no nota el gesto y se va con su séquito a recoger los 100 000 rublos que ha ofrecido.
La segunda escena ocurre más tarde esa noche en la velada de cumpleaños de Nastasya Filíppovna. En presencia de todas las partes interesadas y otros invitados (incluido Myshkin, que se presentó sin invitación), ella anunciará su decisión sobre el matrimonio propuesto. Durante el transcurso de la velada se desarrolla un juego en el que cada persona debe contar la historia de lo peor que ha hecho en su vida. Totsky cuenta una anécdota inocua del pasado distante y Nastasya Filíppovna se enoja. Ella se vuelve hacia el Príncipe y le pregunta si debería casarse con Ganya. Myshkin le aconseja que no lo haga y ella inmediatamente anuncia que está siguiendo este consejo. En este punto, Rogozhin y su grupo llegan con los 100 000 rublos. Nastasya Filíppovna se prepara para irse con ellos, pero Myshkin le aconseja que tampoco se vaya con Rogozhin y se ofrece a casarse con ella él mismo. Él habla con amabilidad y sinceridad, asegurándole que ella es pura y que no tiene culpa, y que la amará y la respetará toda su vida. Ella está temporalmente aturdida cuando se da cuenta de que Myshkin es la encarnación de su inocencia soñada durante mucho tiempo, pero rápidamente vuelve a caer en su personalidad destructiva. Ella le dice a Myshkin que no será como Totsky y los niños corruptos y, después de arrojar los 100 000 rublos al fuego para que Ganya los recupere si los quiere, se va con Rogozhin.
A lo largo de la novela, Nastasya Filíppovna se debate entre estos dos impulsos entrelazados pero irreconciliables, y como resultado, los tres participantes en el triángulo son torturados. Myshkin está torturado por la claridad de su percepción del sufrimiento de ella. Rogozhin es torturada por su crueldad hacia él y el desdén por su amor, y por los celos de Myshkin. Nastasya Filíppovna es torturada por su incapacidad para aceptar su inocencia o su culpa, mientras que al mismo tiempo cree ardientemente en ambos, y huye de uno a otro, de Rogozhin a Myshkin y de Myshkin de regreso a Rogozhin, enloqueciendo lentamente. por la imposibilidad de resolución. Según el escritor Joseph Frank: "Enfrentando la insuperable contradicción de la pureza interior y su desgracia exterior, Nastasya Filíppovna como personaje está irremediablemente condenada, y funcionará para derribar a 'su salvador', el Príncipe, en su propio final trágico".

### Nastasya Filíppovna, Myshkin y Aglaya
Al principio de la Parte 2 de la novela, nos enteramos de que la relación entre Nastasya Filíppovna y Rogozhin se rompió, y que Rogozhin cree que esto sucedió porque Nastasya Filíppovna está realmente enamorada del Príncipe. Aunque Rogozhin continúa su torturante persecución de Nastasya Filíppovna y mantiene una amistad ambivalente con Myshkin, se muestra capaz de violentar a ambos. Después de esto, el primer triángulo retrocede un poco hacia el fondo, aunque permanece como una presencia siniestra en la mente de todos los personajes.
En las Partes 2 y 3, el enfoque narrativo principal cambia al segundo triángulo, en el que Nastasya Filíppovna desempeña un papel secundario pero esencial en el curso que toma la relación entre el Príncipe y Aglaya Epanchín. Aglaya está fascinada por los esfuerzos del Príncipe por 'salvar' a la 'mujer caída', malinterpretándolo como un acto heroico y caballeresco como el de un caballero medieval, un Don Quijote "serio y no cómico", o el Pobre Caballero de Pushkin, un personaje que realiza actos de valor en las Cruzadas en nombre de su ideal cristiano. Al idealizar así a Myshkin, no logra ver la profundidad y la sinceridad de su respuesta compasiva al sufrimiento de Nastasya Filíppovna. Nastasya Filíppovna, incapaz de abrazar el amor de Myshkin o de aceptarse a sí misma como pura, a su vez idealiza a Aglaya como una manifestación de la verdadera pureza y trata desesperadamente de unirla a ella y a Myshkin. Busca, en gran medida con éxito, deshonrar públicamente a un aparente pretendiente de Aglaya, el amigo de los Epanchín, Yevgueni Pávlovich, y le escribe largas cartas a Aglaya diciéndole que está enamorada de ella y rogándole que se case con Myshkin. Aglaya interpreta esto como una indicación de que Nastasya Filíppovna está enamorada de la propia Myshkin y está tratando de controlarlo interpretando el papel de víctima trágica. A medida que la relación amorosa comienza a desarrollarse entre Aglaya y Myshkin, Aglaya, conmocionada por las cartas e influenciada por chismes mal intencionados, comienza a ver a Nastasya Filíppovna como su rival y finalmente obliga al Príncipe a elegir entre ellos.
Es solo en la Parte 4 que los tres personajes aparecen juntos por primera vez en una escena extendida. A través de Rogozhin y otros intermediarios, Aglaya ha concertado una reunión con Nastasya Filíppovna. Ella trae al Príncipe a la reunión y Rogozhin también está presente. Nastasya Filíppovna no está segura de qué esperar, pero rápidamente se hace evidente que el propósito de Aglaya es castigarla e insultarla. Nastasya Filíppovna está conmocionada, ya que su creencia en la pureza y superioridad de Aglaya había sido sincera. Myshkin es consciente de esto y trata de disuadir a Aglaya, lo que la provoca a una mayor ira. A medida que Aglaya se vuelve cada vez más desenfrenada y vengativa, Nastasya Filíppovna comienza a responder de la misma manera. Ella le ordena a Rogozhin que se vaya y exige que el Príncipe se quede con ella. Superado, no por primera vez, por el dolor y la desesperación en el rostro de Nastasya Filíppovna, Myshkin se vuelve hacia Aglaya y le reprocha el ataque. Angustiada y ahora llena de odio por él, Aglaya sale corriendo. Myshkin intenta ir tras ella, pero Nastasya Filíppovna lo detiene.
Después de esto, la relación entre Myshkin y Aglaya efectivamente termina, y en los capítulos finales del libro, el enfoque narrativo vuelve al primer triángulo. Nastasya Filíppovna y Myshkin se comprometen ante su insistencia, pero el día de la boda ella vuelve a huir con Rogozhin. Al hacerlo, abandona de una vez por todas cualquier esperanza de finalmente aceptarse a sí misma y firma efectivamente su propia sentencia de muerte. Según Bajtín, para Nastasya Filíppovna "Rogozhin significa el cuchillo, y ella lo sabe".